# Pedro Pessanha
Pedro Manuel de Andrade Pessanha Fernandes (Lisboa, 22 de setembro de 1966), geralmente conhecido como Pedro Pessanha, é um político português Atualmente, assume as funções de deputado à Assembleia da República e Presidente da Comissão Política Distrital de Lisboa do CHEGA.
Pessanha saiu de Portugal em 1975, com 9 anos,  regressando em 1986, aos 20 anos.
É licenciado em Gestão Imobiliária, tendo feito uma pós-formação em Gestão Imobiliária pelo IST.
É Reserva Naval Oficial dos Fuzileiros.

## Atividade política
Militou anteriormente no CDS-PP, chegando a presidente do Núcleo de Cascais. Foi expulso do partido em 2013, vindo depois a integrar o Movimento Independente “Ser Cascais”.
Em 2019, Pessanha assinalou o 25 de Abril colocando como foto de perfil do Facebook uma fotografia de António de Oliveira Salazar, acompanhada da frase “Agora que venham os insultos”.
Pessanha é presidente da distrital da capital e atualmente deputado municipal do partido.

### XV Legislatura
A 30 de janeiro de 2022, Pedro Pessanha foi eleito deputado à Assembleia da República pelo Chega, pelo círculo eleitoral de Lisboa.

#### Comissões Parlamentares
- Comissão de Defesa Nacional;
- Comissão de Negócios Estrageiros e Comunidades Portuguesas [suplente].

### XV Legislatura
A 10 de março de 2024, foi reeleito deputado à Assembleia da República pelo CHEGA, pelo círculo eleitoral de Lisboa.

## Resultados eleitorais

### Eleições legislativas
| Data | Partido | Distrito | Posição     | CI. | Votos   | %              | +/-  | Deputados | +/- | Status | Notas |
| ---- | ------- | -------- | ----------- | --- | ------- | -------------- | ---- | --------- | --- | ------ | ----- |
| 2022 | CHEGA   | Lisboa   | 4.º (em 48) | 4.º | 91 889  | 7,77 / 100,00  | 5,77 | 4 / 48    | 3   | Eleito |       |
| 2024 | CHEGA   | Lisboa   | 4.º (em 48) | 3.º | 224 493 | 17,02 / 100,00 | 9,25 | 9 / 48    | 5   | Eleito |       |